# یونیون سیتی
اونیون سیتی (به انگلیسی: Union City) شهری در ایالت نیوجرسی کشور ایالات متحده آمریکا است که جمعیت آن در سرشماری سال ۲۰۱۰ میلادی، ۶۶٬۴۵۵ نفر بوده‌است.